# سرير (دولة)
سرير أو سريير كانت دولة مسيحية في العصور الوسطى استمرت من القرن السادس أو السابع إلى القرن الثاني عشر في المناطق الجبلية في داغستان الحالية في جنوب روسيا. اسمها مشتق من الكلمة العربية "سرير" ويشير إلى العرش الذهبي الذي كان يُنظر إليه كرمز للسلطة الملكية.

## الأصل
وُثقَت سرير لأول مرة ككيان سياسي في القرن السادس الميلادي. وقد انتقلت ذكرى تأسيسها شفويا بين الآفار القوقازيين. وفقًا لأوثق الروايات، أُسسَت المملكة على يد قائد فارسي أُرسل للسيطرة على القوقاز من الملك الساساني. وتؤكد هذه الرواية أسماء الملوك المحليين، والتي عادة ما تكون من أصول فارسية أو حتى سريانية.[بحاجة لمصدر]

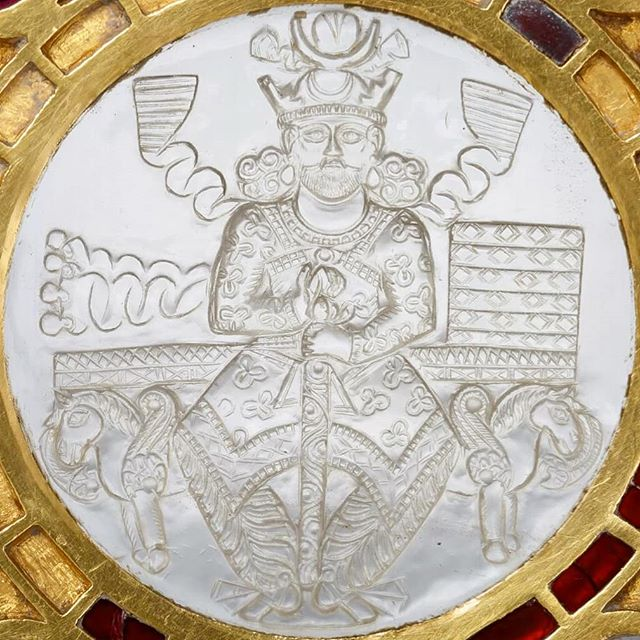
لوحة تصور الشاه الساساني خسرو الأول جالسًا على عرشه. ترتبط المصادر العربية في العصور الوسطى عادةً بين سرير والعرش الذي أهداه إليه خسرو الأول أو يزدجرد الثالث.

وفقًا للجغرافي العربي المسعودي في القرن العاشر، كان ملك سرير من نسل الملك الساساني بهرام الخامس في القرن الخامس. يقال إن الملك الأول وصل إلى داغستان كمبعوث من يزدجرد الثالث، حاملًا معه العرش الساساني والكنز الإمبراطوري بعد هزيمة الإمبراطورية الساسانية على يد العرب في القرن السابع. لحماية العرش أسس نظام الحكم الوراثي. وقد أشار الجغرافي اليعقوبي في القرن التاسع إلى أن العرش الذهبي لسرير كان هدية من الشاه خسرو الأول أنوشيروان في القرن السادس. يقال إن ملك سرير أطلق على نفسه لقب صاحب السرير بالإضافة إلى خاقان الجبل ووهرازان شاه (ربما تُترجم إلى"ملك الآفار")، وهي الألقاب التي يُزعم أنه تلقاها من الشاه الساساني. تشير هذه التقارير إلى أن ملوك سرير حاولوا دعم سلطتهم من خلال الادعاء بالعلاقة مع الساسانيين. خلال عصر النهضة الإيرانية في القرنين العاشر والحادي عشر كان من الشائع بين الحكام المسلمين في العالم الإيراني (إيران وآسيا الوسطى والقوقاز) ومحيطه التعبير عن شرعيتهم في إشارة إلى الساسانيين.
كان يحد سرير الخزر من الشمال، والدوردزوق [الإنجليزية] من الغرب والشمال الغربي، والجورجيين ودربند من الجنوب. وبما أن الدولة كانت مسيحية، فقد نظر إليها المؤرخون العرب خطأً باعتبارها تابعة للإمبراطورية البيزنطية. كانت عاصمة سرير هي مدينة هومراج، والتي تم تحديدها مبدئيًا بقرية خنزاخ الحالية. كان الملك يقيم في قلعة بعيدة في أعلى الجبل.[بحاجة لمصدر]

## التاريخ

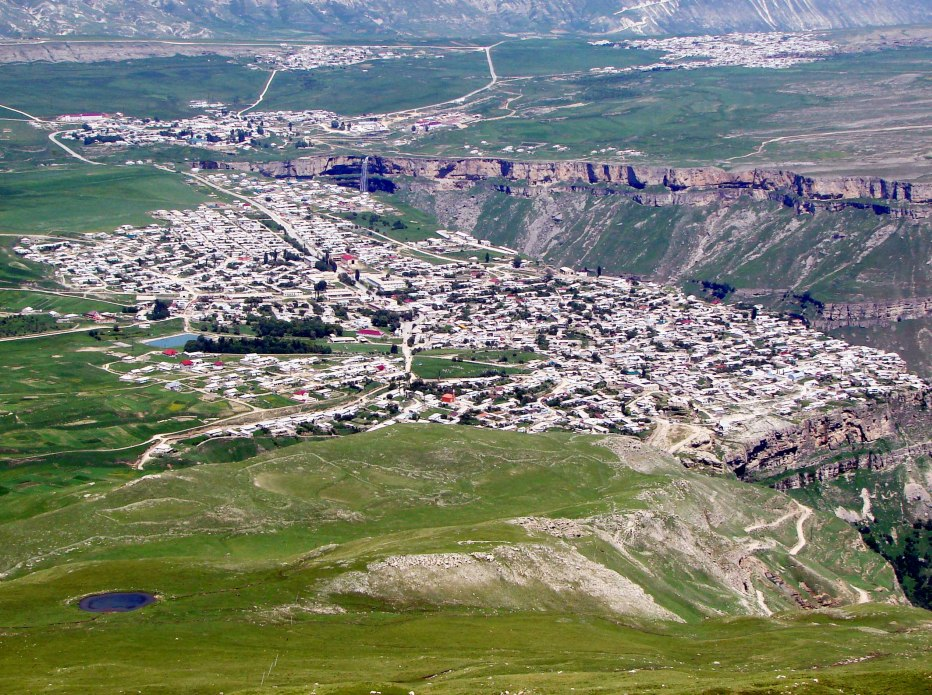
هضبة خنزاخ التي تشكل قلب سرير

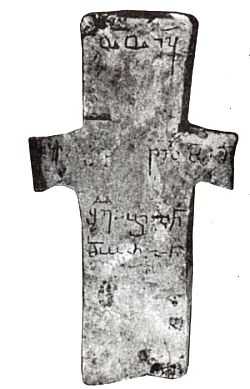
صليب حجري من العصور الوسطى مع نقش جورجي-أفاري، هوتساتل، منطقة خونزاخسكي.

خلال الحروب العربية الخزرية في القرنين السابع والثامن، تحالف ملوك سرير مع الخزر (شعب تركي). بعد الحملة المنتصرة التي قادها مروان بن محمد في عامي 737 و739، اضطرَّت سرير إلى الخضوع لسلطة الخليفة. وقد استمرت في دفع الجزية وتوفير الرجال للحامية العربية في دربند حتى القرن التاسع، عندما اكتسبت الشجاعة نتيجة للتحول في الزخم في الجنوب، ففرضت سرير سيادتها على أجزاء كبيرة من القوقاز، بما في ذلك جوميك [الإنجليزية]، وفلان، وأجزاء من أران .[بحاجة لمصدر]
ومع انهيار هيمنة الخلافة، وجدت سرير نفسها في حالة حرب مستمرة مع الدول الإسلامية الفارسية التي خلفتها، مثل دربند وشروان. وفي هذه الحروب كان النصر حليفها بشكل عام، مما سمح لسرير بالتلاعب بسياسة دربند. وفي الوقت نفسه، ابتعد ملوك سرير عن تحالف الخزر وقاموا بعدة غارات على سهول الخزر. لقد أدى نمط الزواج المختلط بين العائلتين الملكيتين في سرير وآلانيا [الإنجليزية] إلى ترسيخ التحالف ضد الخزر بين الدولتين المسيحيتين.[بحاجة لمصدر]
في السنوات الأولى من القرن الحادي عشر حكم شخص معين اسمه بخت ييشو خسرو. يمكن التعرف عليه من خلال لوحة فضية عُثر عليها في دير في جنوب غرب جورجيا يرجع تاريخها إلى عام 1008، وكذلك من خلال كتاب تاريخ الباب الذي يعود تاريخه إلى القرن الحادي عشر. وذكر الأخير أن ابنته تزوجت الأمير منصور بن دربند في عام 1025 م.

## التفكك
وبسبب الحروب في القوقاز، توحّدت القوى الإسلامية في المنطقة أخيرًا ضد سرير. وقد أدى الضغط الاقتصادي والعسكري، إلى جانب الخلافات الداخلية، إلى تفكك الدولة في أوائل القرن الثاني عشر. في القرن الثالث عشر، شكل الأفار القوقازيون دولة إسلامية جديدة، تُعرف تقليديًا باسم أفاريستان.[بحاجة لمصدر]

## الدِين

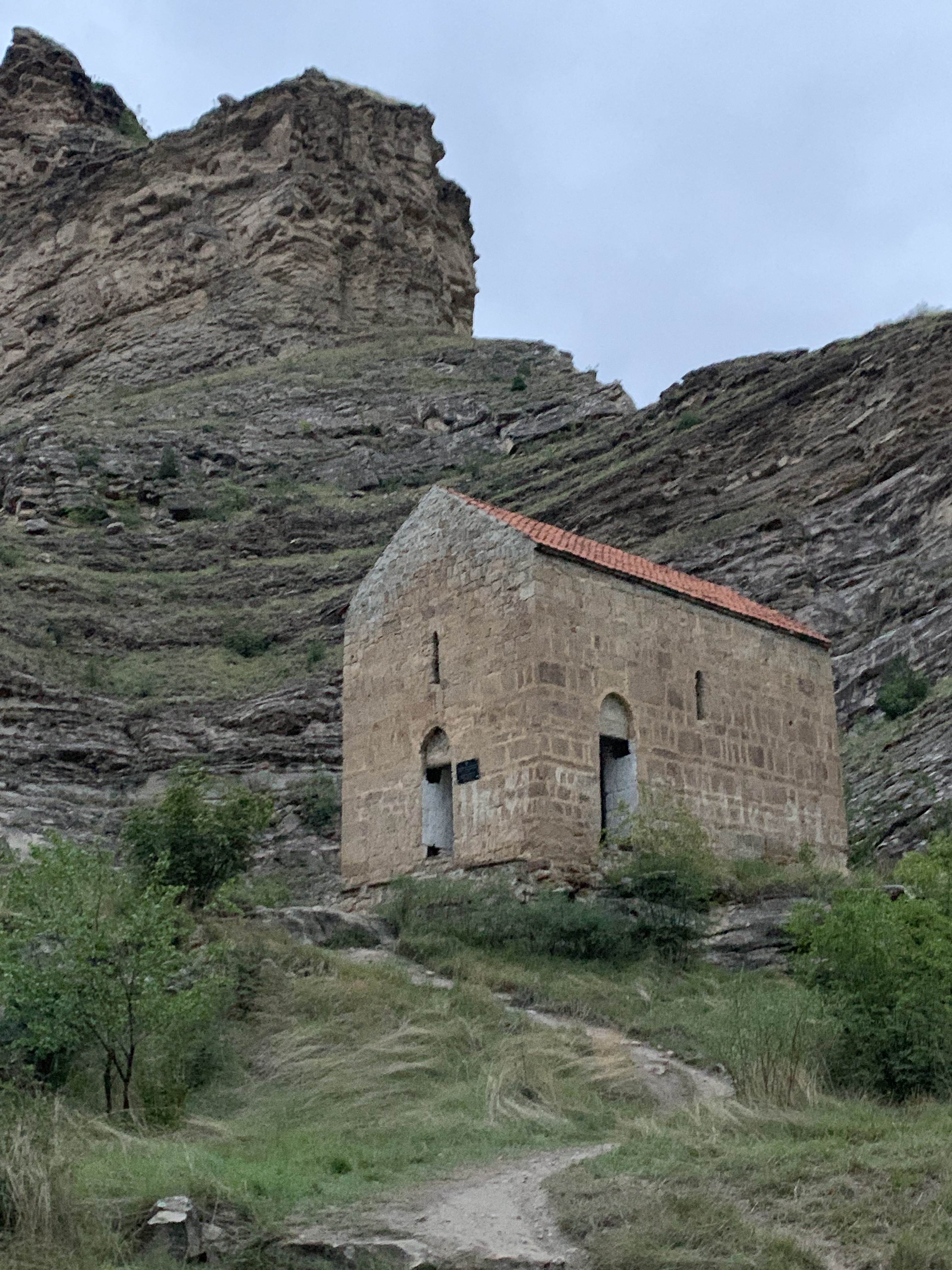
كنيسة داتونا التي يعود تاريخها إلى 1000، هي الكنيسة الوحيدة التي لا تزال قائمة في داغستان والتي تعود إلى العصور الوسطى.

وقيل إن حاكم سرير وسكان حصنه كانوا مسيحيين، في حين ظل سكان الريف وثنيين. ومع ذلك، فإن الآثار المسيحية، مثل الصلبان والكنائس والمقابر المسيحية، توجد عادة في معظم أنحاء أفاريا. أهم المعالم المسيحية المحفوظة هي كنيسة داتونا [الإنجليزية]، التي يعود تاريخها إلى أواخر القرن العاشر وأوائل القرن الحادي عشر. وقد تم أيضًا ملاحظة العديد من الصلبان الحجرية التي تحمل نقوشًا جورجية وأرمينية وحتى آفارية. من المحتمل أن المسيحية وصلت عبر جورجيا وبلغت ذروتها في أفاريا المعاصرة خلال العصر الذهبي الجورجي [الإنجليزية] في القرنين العاشر والثاني عشر. ظلت المسيحية مهيمنة حتى أوائل القرن الرابع عشر، ولكنها اختفت في النهاية لصالح الإسلام. وتذكر التقاليد الشفوية أن كنيسة داتونا تضرّرت قليلًا خلال الحرب في حوالي عام 1475 م.

## الحكام
- أبو حصرو - ( ق. منتصف القرن الثامن)
- خسرو - ( ق. أواخر القرن الثامن)
- بخت يشو الأول – ( ق. 903)
- بخت يشو الثاني – ( ق. 1025)
- تاكو – ( ق. 1065)

## الأدب
- أتاييف د.م. داغستان الجبلية في أوائل العصور الوسطى (مواد الحفريات الأثرية في أفاريا). ماخاتشكالا، 1963 (Ataев DM . Нагоный Дагестан в ранем седневековье (по materialam arheologiческий раскопок Аvarii). ماهاشكالا، 1963، بالروسية ).
- Casari، Mario (2023). "The Alexander Legend in Persian Literature". Persian Narrative Poetry in the Classical Era, 800-1500. Romantic and Didactic Genres. Blomsburry. ص. 378–542.
- Chenciner، Robert؛ Magomedkhanov، Magomedkhan (2023). Dagestan - History, Culture, Identity. Routledge.
- Gasanov، Magomed (2001). "On Christianity in Dagestan". Iran & the Caucasus. ج. 5: 79–84. DOI:10.1163/157338401X00080. JSTOR:4030847. مؤرشف من الأصل في 2023-04-22.
- Khapizov, Sh.M. (2023). "K voprosu o datirovke Datunskogo khrama". Istoriya, Arkheologiya I Etnografiya Kavkaza (بالروسية). 19, 3: 610–622. Archived from the original on 2025-04-27.
- Minorsky، Vladimir (1958). A History of Sharvan and Darband in the 10th-11th Centuries. W. Heffer & Sons Ltd.
- تهنايفا بي. آي. الثقافة المسيحية في أفاريا في العصور الوسطى (القرن السابع إلى القرن السادس عشر الميلادي) في سياق إعادة بناء التاريخ السياسي. محج قلعة، 2004 (Танева П.И. Хristianская клотура седневековой AVаrii (VII–XVI вв.) في سياق إعادة البناء السياسي التاريخ. ماهاشكالا، 2004، بالروسية )
- Vacca، Alison (2017). Non-Muslim Provinces Under Early Islam. Islamic Rule and Iranian Legitimacy in Armenia and Caucasian Albania. Cambridge University.
- van Donzel، Emeri؛ Schmidt، Andrea (2009). Gog and Magog in Early Eastern Christian and Islamic Sources. Sallam's Quest for Alexander's Wall. Brill.